# グリフォン國松
グリフォン國松（グリフォンくにまつ、1988年5月19日 - ）は、日本の女性芸人。大阪府泉大津市出身。吉本興業東京本社所属。大阪NSC33期生。

## 来歴・人物
- ヌンチャク、ダンスが得意。
- だんじり女。女性である。
- 「ブリの白子」時代の相方は現：紅しょうがの稲田美紀、「アイカギ」時代の相方は現：3時のヒロインの福田麻貴。
- オール阪神、ザ・キーポイント、堀川絵美とともに泉大津市盛り上げ隊であった（お笑いコンビ「ブリの白子」として）[1]。
- 2016年にTRFのものまねをする5人組ユニット「イージードゥダンサーズ」を結成した。他のメンバーは大原優一（ダンビラムーチョ）、しょーこ（元・ブービーマドンナ）、太田隆司（いぬ）、TOKU（元・鶏あえず）。M-1グランプリ2017・2018・2019では3回戦まで進出[2]。
- 2021年4月にTOKUと「ぐりtoとく」を結成。コンビでの芸名は「ぐりふぉん」[3]。2022年11月10日に解散を発表[4]。
- 2024年2月、元モンローズのマエノリュウタと「ピノッチオ」を結成したが、2025年1月9日に解散を発表[5]。

## ものまねレパートリー
- 亀梨和也〈KAT-TUN〉
  - 顔ものまね。「ものまねグランプリ2019秋」では、山下智久のものまねをする泉クリスと、『青春アミーゴ / 修二と彰』を歌った。

## 主な出演番組

### テレビ
- 「特命レッドカーダ」（テレビ大阪）
- 「地元応援バラエティ このへん!!トラベラー」（テレビ朝日、2012年4月7日）
- 「痛快!明石家電視台女芸人50人SP」（MBS、2013年2月11日・18日）
- 「探偵!ナイトスクープ」（ABC）
- 「とんねるずのみなさんのおかげでした」第19回博士と助手〜細かすぎて伝わらないモノマネ選手権〜（フジテレビ、201年1月16日）
- 月9ドラマ︎「デート〜恋とはどんなものかしら〜」第2話（フジテレビ、2015年1月）
- 「お願い!ランキング」（テレビ朝日、2015年11月）
- 「芸人同棲6th」（テレ朝動画、2015年 - 2016年）[6]
- 「ものまねグランプリ」（日本テレビ、2016年4月5日・2019年10月15日）

### ラジオ
- 「ザ・プラン9のとびだしNSC!」（YES-FM、2012年3月12日）
- 「笑い飯の金曜お楽しみアワー」（MBS、2013年2月15日）
- 「ブリの白子のとれとれピチピチらじ魚!!」（ラジオ岸和田、毎週木曜レギュラー）

### 雑誌
- 「泉州物語」
- 「泉州美人」
- 「るるぶFREE」
- 「高校生フリーペーパーch」
- 「関西秋ウォーカー2013年版」
- 「関西ウォーカー」

## 受賞歴
- 「グダグダフレッシュナイトfree styleダンスバトル準優勝」（2013年5月29日）